# Gaffelskinn
Gaffelskinn (Clavulicium macounii) är en svampart som tillhör divisionen basidiesvampar, och som först beskrevs av Burt, och fick sitt nu gällande namn av John Eriksson, Jacques Boidin och Erast Parmasto 1968. Gaffelskinn ingår i släktet Clavulicium, och familjen Xenasmataceae. Enligt den svenska rödlistan är arten sårbar i Sverige. Arten förekommer i Götaland, Svealand och Nedre Norrland. Artens livsmiljö är skogslandskap.